# Таратухино
Таратухино — деревня в Белёвском районе Тульской области России. Население - 223 человека (2021).
В рамках административно-территориального устройства является центром Таратухинского сельского округа Белёвского района, в рамках организации местного самоуправления входит в сельское поселение Левобережное.

## География
Расположена в 14 км к югу от районного центра, города Белёва, и в 111 км к юго-западу от областного центра. 

## Население
| 2002 | 2010 |
| ---- | ---- |
| 216  | ↘208 |